# Campionatele europene de gimnastică feminină din 1979
Campionatele europene de gimnastică feminină din 1979, care au reprezentat a douăsprezecea ediție a competiției gimnasticii artistice feminine a "bătrânului continent", au avut loc în orașul Copenhaga, capitala Danemarcei.
Datorită valorii mondiale a gimnasticii europene, campionatele europene de gimnastică feminină au coincis, pentru foarte mulți ani, cu replica sa mondială.